# Castillo de Rosenborg

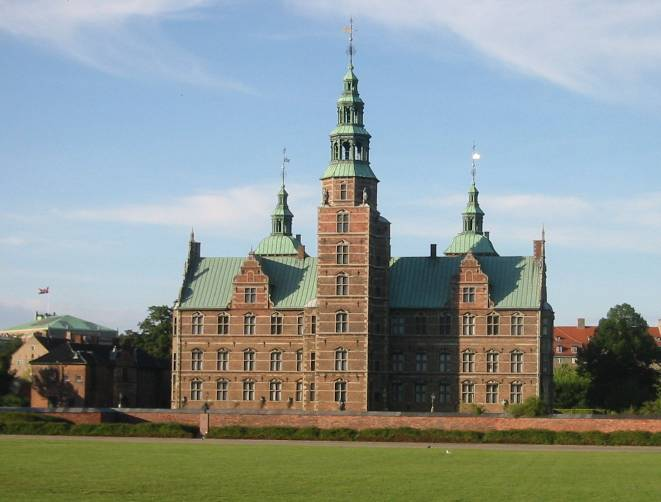
El castillo-palacio de Rosenborg.

El castillo de Rosenborg (Rosenborg slot en danés) es un castillo-palacio que se encuentra en la capital danesa, la ciudad de Copenhague. Fue construido originalmente en el año 1606 como una casa de campo para uso veraniego del monarca, y supone un ejemplo de los múltiples proyectos arquitectónicos puestos en marcha por el rey de Dinamarca Cristián IV. Fue construido en estilo renacentista neerlandés, el estilo típico en que se realizaban los edificios daneses de la época, habiendo sufrido diversas reconstrucciones, hasta culminar en la forma actualmente existente, que data de 1624 (aunque posteriormente Federico VI llevó a cabo algunas reformas de menor calado en 1833). Los arquitectos Bertel Lange y Hans van Steenwinckel fueron los diseñadores del castillo.
El castillo fue utilizado por los regentes de Dinamarca como residencia real hasta 1710. Con posterioridad al reinado de Federico IV de Dinamarca, el castillo de Rosenborg únicamente sirvió como residencia real en dos ocasiones, tratándose en ambos casos de situaciones de emergencia. La primera de ellas se produjo cuando el Palacio de Christiansborg fue víctima de un incendio en 1794, y la segunda fue durante el ataque que llevó a cabo la Royal Navy a la ciudad de Copenhague el 2 de abril de 1801 (Primera Batalla de Copenhague, ataque en el que participó el almirante Horatio Nelson).
El castillo se mantiene abierto al público para las visitas turísticas, y alberga un Museo que contiene las colecciones reales de arte propiedad de la Corona danesa que se inició en el siglo XV con Federico II de Dinamarca y llega hasta el siglo XIX, así como las joyas de la corona danesa. Algunos de los artículos expuestos pertenecían a la nobleza y la aristocracia danesas. Actualmente Rosenborg es una propiedad estatal y fue abierta a la visita del público en general en el año 1838.
Junto al castillo se encuentran los cuarteles en los que la Guardia Real de Dinamarca, la Den Kongelige Livgarde, realiza sus ejercicios. 

## Historia
La historia del castillo de Rosenborg se remonta al año 1606, cuando el rey Cristián IV de Dinamarca adquirió unos terrenos existentes ante los actuales muros del nordeste e hizo construir en el lugar un jardín de recreo y esparcimiento (el Kongens Have, el jardín del rey, que a veces se le denomina como los jardines del castillo de Rosenborg). Posteriormente, se edificó en dicho jardín una residencia veraniega de dos pisos de altura, que quedó finalizada en 1607. Dicho primer edificio puede ser contemplado hoy en día en la parte sur del dominio de Rosenborg.
Entre 1613 y 1615 se construyó el ala norte del castillo-palacio, y entre 1616 y 1624 se añadió al edificio un tercer piso, así como tres torres. A partir de ese momento fue cuando apareció el nombre del lugar, al que el rey Cristián IV denominaba como Rosenborg. Finalmente, el castillo alcanzó su aspecto actual al erigirse una torre en su fachada oriental en 1634 por el arquitecto real Hans van Steenwinckel. Con sus ladrillos rojos, su decoración a base de gres de color gris y sus reducidas proporciones, el castillo de Rosenborg posee los rasgos característicos propios del estilo neerlandés de la Arquitectura del Renacimiento.

## Turismo
La visita al castillo goza de gran popularidad entre los turistas que visitan la capital de Dinamarca, ya que se encuentra actualmente en el centro de dicha ciudad y se llega al lugar con facilidad mediante cualquier medio de transporte público en forma de autobús urbano, además de los autobuses turísticos. Se estima que los jardines del castillo reciben unos 2,5 millones de visitantes al año, y el propio castillo unos 200.000 visitantes.